# ادوارد دانیل کلارک
ادوارد دانیل کلارک (Edward Daniel Clarke) زادهٔ ۵ ژوئن ۱۷۶۹، درگذشت ۹ مارس ۱۸۲۲، کانی‌شناس، ماجراجو، روحانی و یک دانشمند تاریخ طبیعی اهل انگلستان بود. کلارک در ویلینگدن، ساسکس به دنیا آمد و نخست در تونبریج تحصیل کرد.